# Wympel R-33
Die R-33 (DIA-Code: AA-9, NATO-Codename: Amos) ist eine russische, ehemals sowjetische, BVR-Luft-Luft-Lenkwaffe für große Kampfentfernungen.

## Entwicklung
Die R-33 wurde als Hauptbewaffnung für den Abfangjäger MiG-31 entwickelt. Die Entwicklung beim Hersteller Wympel (russisch Вымпел) begann in den späten 1960er-Jahren. Die R-33 ist die erste sowjetische Luft-Luft-Lenkwaffe mit einem digitalen Steuerungscomputer.

## Technik
Die R-33 wurde zur Bekämpfung von kleinen und in minimalen Höhen bis 50 Meter fliegenden Zielen wie die Marschflugkörper vom Typ AGM-86 Cruise Missile und BGM-109 Tomahawk konzipiert. Ebenso können auch der Hochgeschwindigkeitsaufklärer Lockheed SR-71 sowie strategische Bomber vom Typ Boeing B-52 und Rockwell B-1 bekämpft werden. Allerdings kann die Lenkwaffe nur gegen schwach manövrierende Ziele eingesetzt werden, da die Belastungsgrenze bei 8g liegt.
Die Lenkwaffe kann bei Tag und Nacht unter allen Wetterbedingungen eingesetzt werden. Auch können Ziele bekämpft werden, die elektronische Störsender einsetzen. Der Einsatz erfolgt in Kombination mit dem SBI-16-Zaslon-Radar (NATO: Flash Dance) der MiG-31. Dieses Radar ist passiv phasengesteuert und verfügt über hohe ECCM-Kapazitäten. In der Lenkwaffe selbst ist ein halbaktiver Radarsuchkopf verbaut.
Das Nachfolgemodell R-37 (NATO: AA-13 Axehead), eine Langstreckenlenkwaffe mit rund 300 Kilometern Reichweite, wurde auf der MiG-31M erprobt und soll mit der MiG-31BM in den Truppendienst übernommen werden. Eine verbesserte Version, die R-37M wurde unter der Exportbezeichnung RWW-BD an der MAKS 2011 vorgestellt.

## Varianten
- R-33: 1. Serienversion aus dem Jahr 1982, mit MFBU-410-Radarsuchkopf. Reichweite 120 km.[3]
- R-33S: Verbesserte Variante aus dem Jahr 1991. Mit neuer Elektronik, neuem MFBU-520-Radarsuchkopf und optionalem Nukleargefechtskopf. Reichweite 140–160 km.[1][3]
- R-33E: Vereinfachte Exportversion; Entwicklung eingestellt
- R-33A: Prototyp mit aktivem Radar-Suchkopf; Entwicklung eingestellt
- R-33P: Prototyp mit passivem Radar-Suchkopf; Entwicklung eingestellt